# Jacopo Antonio Morigia (barnabita)
Paolo Battista Moriggia o Morigia, al secolo Jacopo Antonio, (Milano, 1497 – Milano, 1547) è stato un presbitero e religioso italiano; assieme a Sant'Antonio Maria Zaccaria e al Venerabile Bartolomeo Ferrari diede vita alla Congregazione dei Chierici regolari di San Paolo.

## Biografia
Nacque a Milano nel 1497, figlio di Simone e di Orsina Barzi. La famiglia di antica nobiltà  vantava forti rapporti con la famiglia Visconti. All'età di soli due anni perse il padre.
Fu presto introdotto dalla madre nella vita mondana dell'alta società di Milano. Iniziò dunque a frequentare la Corte di Francesco Sforza, dove era conosciuta per la sua particolare eleganza.
Jacopo Antonio dunque si formò in matematica ed architettura. Nonostante le forti pressioni da parte della madre rifiutò i lauti benefici provenienti dall'Abbazia di San Vittore al Corpo che gli influenti.
Si unì successivamente all'Oratorio della Santa Corona dove si dedicò alla cura dei poveri.

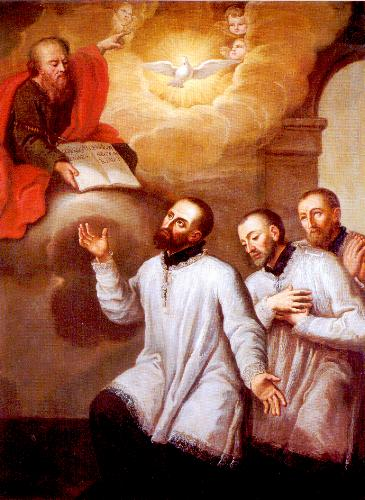
San Paolo presenta la regola barnabita a sant'Antonio Maria Zaccaria, a Bartolomeo Ferrai e a Paolo Battista Moriggia

Nel 1522 fece la conoscenza del padre benedettino Giovanni Buono del monastero di San Pietro in Gessate. Su indicazione del monaco entrò nell'Oratorio dell’Eterna Sapienza, intensificò le sue opera di carità e abbandonò la vita mondana per una austera vita spirituale. Qui, da prima, fece amicizia con il venerabile Bartolomeo Ferrari e nel 1531 con Antonio Maria Zaccaria.
Alla fine del 1532 costoro svilupparono la trasformazione dell’oratorio, ormai in forte crisi: la Compagnia dei Figlioli e delle Figliole di Paolo Santo (o "Congregazione di san Paolo"), una formazione religiosa originale, formata da tre gruppi, uno di sacerdoti, uno di religiose e l'altro di laici.
Il collegio maschile venne approvato il 18 febbraio 1533, con il breve apostolico Vota per quae di papa Clemente VII. Con la bolla Dudum felicis recordationis di papa Paolo III del 25 luglio 1535, l'Ordine ricevette una nuova approvazione con la qualifica di chierici regolari.
Jacopo Antonio indi prese il nome di Paolo Battista e fu ordinato presbitero nel 1535. Fu il primo preposto superiore generale della congregazione tra il 1536 e il 1542 e nuovamente dopo la morte di Bartolomeo Ferrari dal 1545, anno in cui acquistò la chiesa di San Barnaba, fino al 1547.